# Barry Alexander Brown
Barry Alexander Brown (* 28. November 1960 in Warrington, Cheshire) ist ein in Großbritannien geborener US-amerikanischer Filmregisseur und Filmeditor.

## Leben und Werk
Browns erste Regiearbeit war die Co-Regie des Dokumentarfilms The War at Home (1979) gemeinsam mit Glenn Silber. Beide Regisseure wurden für einen Oscar in der Kategorie Bester Dokumentarfilm nominiert; damit war Brown als 19-Jähriger einer der jüngsten Nominierten für diese Kategorie. Er führte ebenfalls Regie in The Who's Tommy, the Amazing Journey (1993), einem Dokumentarfilm über das Album Tommy von The Who, und dem Spielfilm Winning Girls Through Psychic Mind Control (2002), in dem Bronson Pinchot die Hauptrolle spielte.
Bekanntheit erlangte Brown durch seine langjährige Zusammenarbeit mit dem Regisseur Spike Lee. Er bearbeitete einige der bekanntesten Filme Lees, darunter Do the Right Thing (1989), Malcolm X (1992), Spike Lee’s Spiel des Lebens (1998), 25 Stunden (2002) und Inside Man (2006). Für den Schnitt an Lees Film BlacKkKlansman (2018) wurde er für den Oscar nominiert.
Neben seiner Tätigkeit bei Dokumentar-, Fernseh- und Spielfilmproduktionen bearbeitete Brown auch Musikvideos z. B. für Michael Jackson, Prince, Stevie Wonder, Public Enemy und Arrested Development sowie Trailer und Werbespots.
Brown war als Privatdozent für Filmwissenschaft an der Columbia University tätig.

## Filmografie (Auswahl)

### Als Filmeditor
- 1984: High Wire (Kurzdokumentation)
- 1986: Verdict: The Wrong Man (Fernsehdokumentation)
- 1988: Salaam Bombay!
- 1988: School Daze (Komödie)
- 1989: Do the Right Thing
- 1991: In Bed with Madonna (Dokumentarfilm)
- 1992: Malcolm X
- 1994: Crooklyn (Filmkomödie)
- 1998: Cousin Bette
- 1998: Freak (Fernsehfilm)
- 1998: Spike Lee’s Spiel des Lebens (He Got Game)
- 1999: Summer of Sam
- 2000: The Original Kings of Comedy (Dokumentarfilm)
- 2001: A Huey P. Newton Story (Fernsehdokumentation)
- 2001: The Laughing Club of India (Fernsehdokumentation)
- 2002: Ten Minutes Older: The Trumpet
- 2002: 25 Stunden
- 2004: She Hate Me
- 2004: Sucker Free City (Fernsehfilm)
- 2005: Alle Kinder dieser Welt (Episodenfilm)
- 2005: Racket (Kurzfilm)
- 2006: Shark (Fernsehserie, 1 Episode)
- 2006: Inside Man
- 2007: M.O.N.Y. (Fernsehfilm)
- 2007: When the Levees Broke: A Requiem in Four Acts (Dokumentarserie, 1 Episode)
- 2008: Buffalo Soldiers ’44 – Das Wunder von St. Anna
- 2008: Migration (Kurzfilm)
- 2009: Great Performances (Fernsehserie, 1 Episode)
- 2009: Kobe Doin’ Work (Fernsehdokumentation)
- 2010: Festival of Lights (Filmdrama)
- 2010: Red Dead Redemption: The Man from Blackwater (Kurzfilm)
- 2011: Detachment
- 2011: Somewhere Tonight
- 2012: Bad 25 (Dokumentarfilm)
- 2012: NYC 22 (Fernsehserie, 4 Episoden)
- 2013: Oldboy
- 2014: Hüter der Erinnerung – The Giver (The Giver)
- 2016: Queen of Katwe
- 2018: BlacKkKlansman
- 2020: Son of the South
- 2025: Highest 2 Lowest

### Als Regisseur
- 1979: The War at Home (Dokumentarfilm) (Co-Regisseur)
- 1990: Lonely in America (Komödie)
- 1993: The Who’s Tommy, the Amazing Journey (Dokumentarfilm)
- 2002: Winning Girls Through Psychic Mind Control (Komödie)
- 2003: Straight No Chaser (Dokumentarfilm)
- 2008: Last Looks (Horrorkomödie)
- 2010: Sidewalk (Dokumentarfilm)
- 2020: Son of the South